# Тумба (озеро, Свердловская область)
Тумба — озеро в Тавдинском городском округе Свердловской области, Россия.

## Географическое положение
Озеро расположено в 12 километрах к юго-востоку от деревни Тормоли 1-е, в южной части болота Индра. Озеро площадью 5,1 км², с уровнем воды 58,4 метра.

## Топоним
Тумп с мансийского языка — гора, возвышение, остров.

## Описание
Озеро не имеет поверхностного стока. Берега местами заболочены. В озере водятся карась, линь, гольян, верховка, и гнездится водоплавающая птица.